# Milka Stojanović
Milka Stojanović (serbokroatisch-kyrillisch Милка Стојановић; * 13. Januar 1937 in Belgrad; † 1. September 2023 ebenda) war eine jugoslawische Opernsängerin (Stimmfach Sopran).

## Leben
Milka Stojanović studierte zunächst Literaturwissenschaft an der Universität Belgrad und nahm parallel dazu Gesangsunterricht bei der tschechoslowakischen Opernsängerin Zdenka Ziková, die in den 1950er Jahren dem Ensemble des Nationaltheaters Belgrad angehörte. Später erhielt sie auch Gesangsunterricht bei Zinka Milanov.
Ihr Debüt als Opernsängerin hatte sie im März 1960 am Nationaltheater Belgrad als Amelia in Verdis Un ballo in maschera. Dem Ensemble des Nationaltheaters gehörte sie mit Unterbrechungen bis zu ihrer Pensionierung 1993 an.
An vielen weiteren Opernhäusern hatte sie Gastengagements, so z. B. ab 1967 an der Metropolitan Opera als Leonora in Verdis La forza del destino, als Liù in Puccinis Turandot, als Amelia in Verdis Simon Boccanegra, als Mimì in Puccinis La Bohème sowie in den Titelrollen in Verdis Aida und in Ponchiellis La Gioconda. An der Wiener Staatsoper trat sie 1969/70 in Un ballo in maschera auf.
Milka Stojanović war mit dem Opernsänger Živan Saramandić verheiratet.